# (33990) 2000 ND27
2000 ND27 (asteroide 33990) é um asteroide da cintura principal. Possui uma excentricidade de 0.18403300 e uma inclinação de 2.08610º.
Este asteroide foi descoberto no dia 4 de julho de 2000 por LONEOS em Anderson Mesa.